# Biharkeresztes
Biharkeresztes  este un oraș în districtul Berettyóújfalu, județul Hajdú-Bihar, Ungaria, având o populație de 4.058 de locuitori (2011). 

## Demografie
Componența etnică a orașului Biharkeresztes
     Maghiari (85,45%)
     Romi (9,2%)
     Români (4,66%)
     Necunoscut (0,43%)
     Germani (0,25%)
     Alții (0,43%)
Componența confesională a orașului Biharkeresztes
     Reformați (38,84%)
     Fără religie (19,74%)
     Romano-catolici (9,22%)
     Ortodocși (1,38%)
     Greco-catolici (1,16%)
     Necunoscută (28,93%)
     Alte religii (2,24%)
Conform recensământului din 2011, orașul Biharkeresztes avea 4.058 de locuitori. Din punct de vedere etnic, majoritatea locuitorilor (85,45%) erau maghiari, existând și minorități de romi (9,2%) și români (4,66%). Apartenența etnică nu este cunoscută în cazul a 0,43% din locuitori. Nu există o religie majoritară, locuitorii fiind reformați (38,84%), persoane fără religie (19,74%), romano-catolici (9,22%), ortodocși (1,38%) și greco-catolici (1,16%). Pentru 28,93% din locuitori nu este cunoscută apartenența confesională.